# Aberrodomus sinuatus
Aberrodomus sinuatus är en mossdjursart som först beskrevs av Harmer 1957.  Aberrodomus sinuatus ingår i släktet Aberrodomus och familjen Bifaxariidae. Inga underarter finns listade i Catalogue of Life.